# Rosenblums de Cleveland
Les Rosenblums de Cleveland (en anglais : Cleveland Rosenblum), également surnommés Rosies, étaient une équipe américaine de basket-ball, basée à Cleveland en Ohio. L'équipe était membre de l'American Basketball League, dont elle a été le premier champion.

## Historique

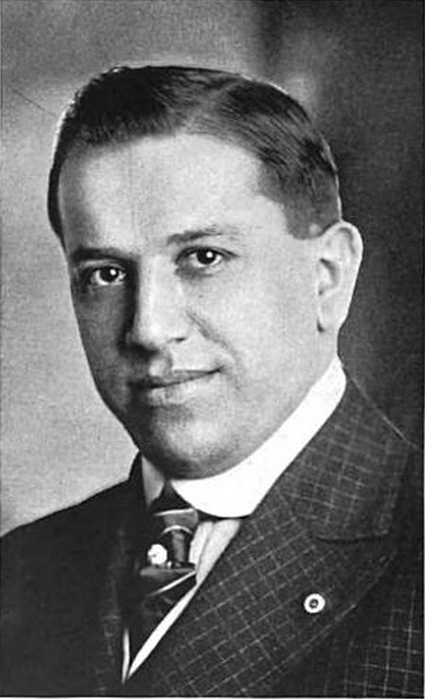
Max Rosenblum, fondateur et propriétaire de l'équipe.

L'équipe a disparu le 8 décembre 1930.

## Palmarès
- Vainqueur de la American Basketball League : 1926, 1929, 1930

## Entraineurs successifs
- ? -1930 :  Marty Friedman

## Joueurs célèbres ou marquants
- John Russell
- Marty Friedman
- Barney Sedran
- Nat Hickey
- Carl Husta